# Maranta
Maranta (Maranta) je rod kvetoucích rostlin z čeledi marantovité. Přirozeně se vyskytuje ve Střední a Jižní Americe a v Západní Indii. Název maranta tento rod získal po Bartolomeu Marantovi, italském lékaři a botanikovi, který žil v 16. století.
Do tohoto rodu se momentálně řadí zhruba 40 až 50 druhů. Všechny druhy mají oddenky, jsou to trvalky a rostou v trsech. Četné stálezelené oválné listy maranty jsou spojené stonkem s pochvami. Listy se večer svírají směrem nahoru a ráno se zase rozevírají. Květy jsou drobné, mají tři okvětní lístky a dvě velké patyčinky, které připomínají okvětní lístky.

## Zástupci
- maranta běložilnatá (Maranta leuconeura)
- maranta nízká (Maranta depressa)
- maranta třtinovitá (Maranta arundinacea)[4][5]

## Kultivace
Maranta třtinovitá (Maranta arundinacea) byla vyšlechtěna k produkci jedlého marantového kořene. Některé druhy, například maranta běložilnatá (Maranta leuconeura) nebo maranta třtinovitá, jsou oblíbenými pokojovými rostlinami. Je možné je množit řízky s alespoň dvěma listy nebo dělením trsů.

## Druhy
Některé druhy maranty jsou například:
- Maranta amazonica L.Andersson
- Maranta amplifolia K.Schum. in H.G.A.Engler (ed.)
- Maranta anderssoniana Yosh.-Arns, Mayo & M.Alves
- Maranta arundinacea L.
- Maranta bracteosa Petersen
- Maranta burchellii K.Schum. in H.G.A.Engler (ed.),
- Maranta cordata Körn.
- Maranta coriacea S.Vieira & V.C.Souza
- Maranta cristata Nees & Mart.
- Maranta depressa E.Morren
- Maranta divaricata Roscoe
- Maranta foliosa Körn.
- Maranta friedrichsthaliana Körn.
- Maranta furcata Nees & Mart.
- Maranta gibba Sm. in A.Rees
- Maranta hatschbachiana Yosh.-Arns, Mayo & M.Alves
- Maranta humilis Aubl.
- Maranta incrassata L.Andersson
- Maranta leuconeura E.Morren
- Maranta lietzei (E.Morren) C.H.Nelson
- Maranta lindmanii L.Andersson
- Maranta linearis L.Andersson
- Maranta longiflora S.Vieira & V.C.Souza
- Maranta longipes K.Schum. in H.G.A.Engler (ed.)
- Maranta longiscapa S.Moore
- Maranta noctiflora Regel & Körn.
- Maranta parvifolia Petersen
- Maranta phrynioides Körn.
- Maranta pleiostachys K.Schum. in H.G.A.Engler (ed.)
- Maranta pluriflora (Petersen) K.Schum. in H.G.A.Engler (ed.)
- Maranta pohliana Körn.
- Maranta protracta Miq.
- Maranta pulchra S.Vieira & V.C.Souza
- Maranta purpurea S.Vieira & V.C.Souza
- Maranta pycnostachys K.Schum. in H.G.A.Engler (ed.)
- Maranta rugosa J.M.A.Braga & S.Vieira
- Maranta ruiziana Körn.
- Maranta rupicola L.Andersson
- Maranta sobolifera L.Andersson
- Maranta subterranea J.M.A.Braga
- Maranta tuberculata L.Andersson
- Maranta zingiberina L.Andersson